# Hypolimnas monteironis
Hypolimnas monteironis är en fjärilsart som beskrevs av Druce 1874. Hypolimnas monteironis ingår i släktet Hypolimnas och familjen praktfjärilar. Inga underarter finns listade i Catalogue of Life.

## Bildgalleri

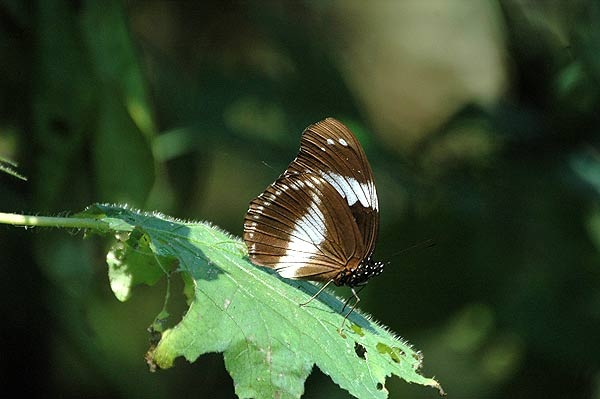
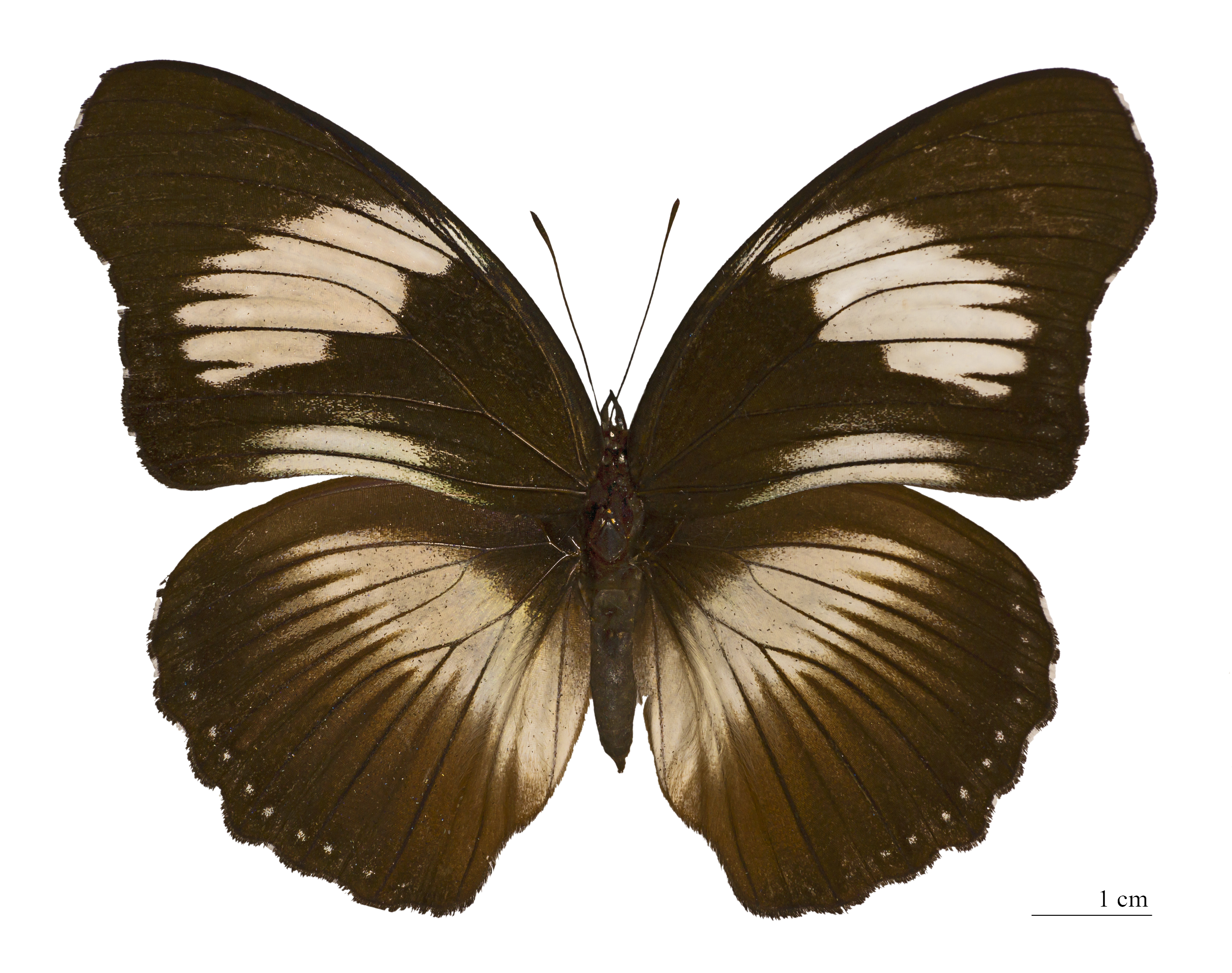
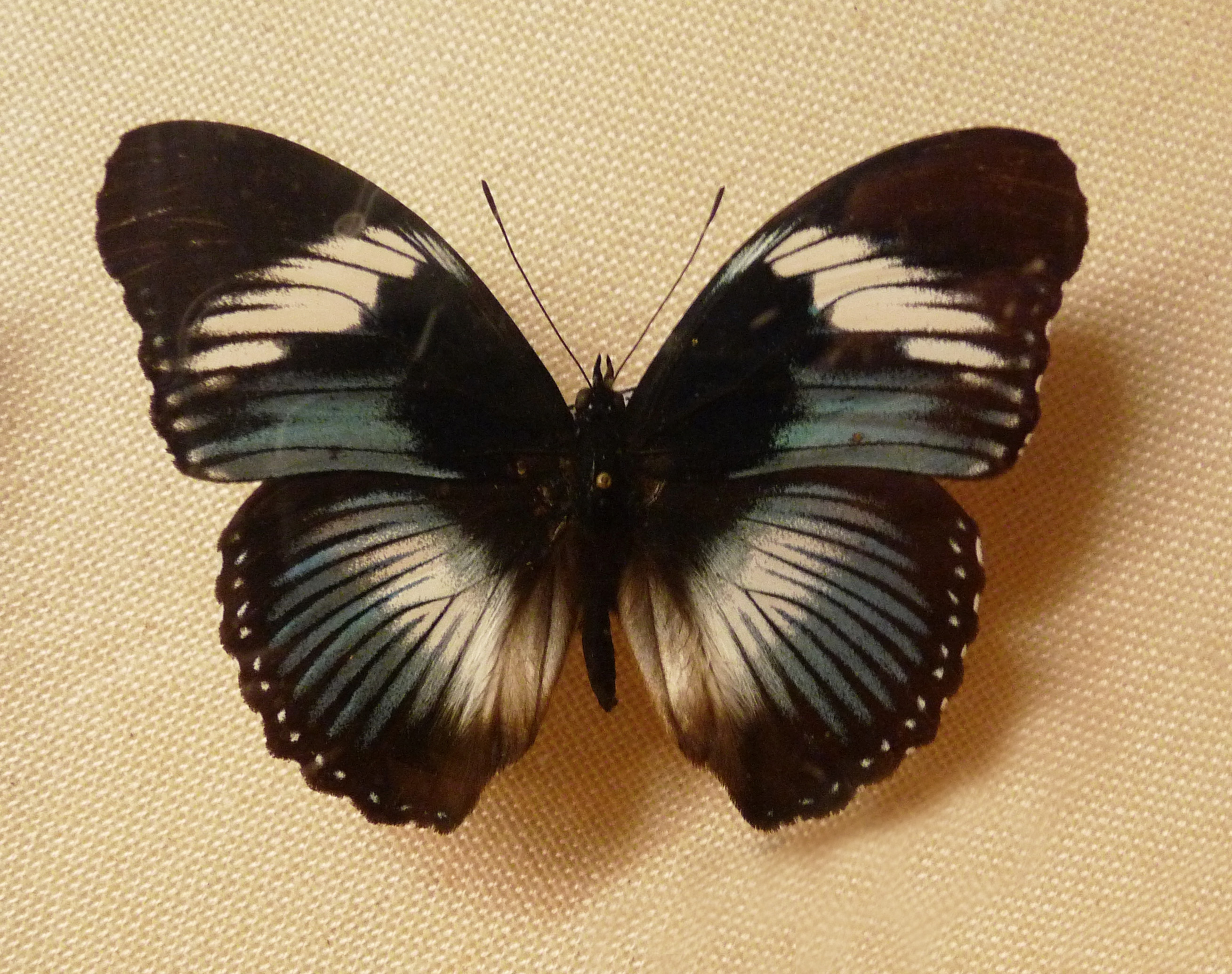